# Črtomir Nagode
Črtomir Nagode, slovenski politik, gradbenik in geolog, * 6. april 1903, Metlika, † 27. avgust 1947, Ljubljana.
Črtomir Nagode je bil inženir gradbeništva, doktor geologije in politik. Maja 1941  je ustanovil liberalno stranko Staro pravdo. Združil je liberalno usmerjene slovenske intelektualce, ki so se zavzeli za takojšen oboroženi odpor proti nacističnemu in fašističnemu okupatorju na Slovenskem, med vidnimi člani sta bila Ljubo Sirc in Leon Kavčnik. Priključil se je Osvobodilni fronti (OF) in bil v njenem vrhovnem plenumu. Zaradi nasprotovanja podrejeni vlogi ostalih strank Komunistični partiji Slovenije (KPS) je zahteval enakopravnost vseh strank in nasprotoval likvidacijam Slovencev, ki jih je izvajala Varnostno obveščevalna služba pod nadzorom KPS. Zato je prišel v spor z Borisom Kidričem in ostalimi komunisti. Zaradi sporov so na začetku leta 1942 komunisti izključili Nagodeta in njegovo stranko iz OF. Po drugi svetovni vojni je Nagode poskušal obnoviti liberalno stranko, opozarjal je na kršenje človekovih pravic v državi. Zato je bil obtožen sovražnega delovanja proti oblasti, poleti 1947 so ga z ostalimi vodilnimi člani stranke aretirali. Na montiranem Nagodetovem procesu so ga obtožili, da je vohun in imperialistični agent, ter ga obsodili na smrt s streljanjem. Zavrnili so prošnjo družine po izročitvi trupla, njegove posmrtne ostanke so zakopali neznano kje, njegovi družini pa zaplenili in nacionalizirali hišo na Mirju v Ljubljani.
Vrhovno sodišče RS je leta 1991 sodbo zoper Nagodeta in štirinajst soobsojenih razveljavilo z ugotovitvijo, da je slonela na lažnih obtožbah in da je šlo za krivičen proces proti namišljenim zahodnim vohunom. Dedičem njegove družine so z denacionalizacijo vrnili hišo na Mirju številka 15 in leta 2003 na njej postavili spominsko ploščo v čast dr. ing. Nagodeta.